# HK Levice
Le HK Levice est un club de hockey sur glace de Levice en Slovaquie. Il évolue dans la 1.liga, le deuxième échelon slovaque.

## Historique
Le club est créé en 1930.

## Palmarès
- Vainqueur de la 2.liga: 2019.